# マリウポリの戦い (2022年)
マリウポリの戦い（マリウポリのたたかい）は、ロシアのウクライナ侵攻の一環として、2022年2月24日から5月20日まで続いた、ウクライナ南東部のマリウポリ市を巡るロシア軍（ドネツク人民共和国の民兵と共に）とウクライナ軍の間での戦闘である。ほぼ3か月続いた包囲戦はロシアとドネツク人民共和国（DPR）の勝利に終わり、ロシアのウクライナ東部攻勢と南部攻勢のさなかにウクライナはマリウポリを失った。市内に残っていたウクライナ軍将兵は全員、戦闘停止を命じられた後、2022年5月20日にアゾフスタリ製鉄所で降伏した。
マリウポリはウクライナのドネツク州にあり、包囲後は当初はロシア占領軍の支援を受けてドネツク人民共和国が統治していた。その後、マリウポリを含むウクライナ南東部はロシアによる一方的な併合宣言の対象となった。
ロシアによる包囲中、赤十字はマリウポリの状況を「終末的」と表現し、一方ウクライナ当局はロシアがマリウポリで大規模な人道的危機を画策したとして非難した。ウクライナ当局は、この戦闘で主にロシアの大規模な砲撃により、民間人約2万5000人が死亡し、市の少なくとも95％が破壊されたと報告した。国際連合（国連）は公式声明の中で、マリウポリでの民間人1,348人の死亡を確認したが、実際の死者数はおそらく数千人多いと警告し、同時に市の住宅建物の90％が被害を受けるか完全に破壊されたと報告した。
ウクライナのアゾフ連隊がアゾフスタリ製鉄所で降伏したことを受け、市内での主要な戦闘作戦は2022年5月16日に事実上終了した。一部の西側諸国の報道は、この包囲戦をロシアの「ピュロスの勝利」または象徴的な勝利と表現し、また、制圧による人道的影響はロシアにとって「評判災害」であったと指摘する報道もあった。しかし、都市の失陥はウクライナにとって重大な敗北ともみなされている。
この降伏によってアゾフ連隊は同連隊が保有する銃機材のほとんどを損失し、多くが鹵獲された。捕虜交換でウクライナに戻ってきた元アゾフ隊員によると製鉄所で戦闘任務を続けられる隊員はほとんどいなかった。兵士の死亡率は40～80％。少なくともアゾフ連隊では3人に1人が死亡し、戦闘での死傷者以外として少なくとも5人が自殺している。
集団墓地の分析に基づき、ヒューマン・ライツ・ウォッチは2022年3月から2023年2月までにマリウポリで少なくとも1万284人が死亡したと推定したが、これは過少カウントであると想定している。

## 背景
マリウポリは戦略的に重要な都市と考えられており、そのためロシア軍の標的となった。マリウポリはドネツク州のウクライナ支配地域で最大の都市であり、ウクライナ最大のロシア語圏都市の一つでもあった。マリウポリは主要産業の中心地であり、イリイチ製鉄所とアゾフスタリ製鉄所の本拠地であり、アゾフ海沿岸最大の都市である。
アゾフ海の西岸にあるマリウポリ港の管理は、ウクライナ経済にとって極めて重要である。ロシアにとっては、クリミアへの陸路が確保され、ロシアの海上交通の通行が可能になる。マリウポリを占領したことで、ロシアはアゾフ海の完全な支配権を手に入れた。
尊厳の革命後の2014年、マリウポリは新政府に対する親ロシア派のデモに席巻された。5月初旬に緊張が高まり、ドンバス戦争が勃発し、騒乱が続く中、ロシアの支援を受ける分離主義勢力「ドネツク人民共和国」（DPR）の民兵が、マリウポリを制圧し、第一次マリウポリの戦いでウクライナ軍に同市の放棄を余儀なくさせた。しかし翌月、ウクライナ軍は攻撃により同市を奪還した。8月、DPRとロシア軍は、ロシアとウクライナの国境に近いマリウポリの東45kmにあるノヴォアゾフスク村を占領した。町を占領し部隊を増強すると、9月にDPRは第二次マリウポリの戦いで再び都市の占領を試みた。戦闘は東部郊外にも及んだが、分離主義勢力は最終的に撃退された。10月、当時のDPR首相アレクサンドル・ザハルチェンコは都市を奪還すると誓った。その後、2015年1月にマリウポリはロケット弾による無差別爆撃を受けた。将来のマリウポリへの3回目の攻撃を恐れたウクライナ軍は、2月に分離主義勢力を市の境界から追い出し、緩衝地帯を作ることを目的として、マリウポリの東11kmに位置するシロキネ村への奇襲攻撃を開始した（シロキネの戦い）。分離主義者たちは4か月後にシロキネから撤退した。2015年にミンスクII停戦合意が署名された時、紛争は凍結された。
2018年、マリウポリ周辺地域で緊張が再び高まった。ロシア連邦保安庁（FSB）沿岸警備隊が、黒海からケルチ海峡を通ってアゾフ海に入ろうとしたマリウポリ港へ向かう途中のウクライナ海軍の艦艇3隻に発砲し拿捕した。このケルチ海峡事件で緊張が高まり、両国間で戦争が勃発するのではないかとの懸念から、ウクライナは一時的に戒厳令を発令した。
マリウポリの奪還とその後の防衛に最も貢献したグループの一つは、ウクライナの義勇兵組織であるアゾフ大隊であり、そのメンバーが、あからさまなネオナチで超国家主義者であることで物議を醸した。2014年11月までにアゾフはウクライナ国家親衛隊に統合され、マリウポリを本部とした。ロシア連邦大統領ウラジーミル・プーチンが対ウクライナ戦争に際して掲げた目的の一つがウクライナの「非ナチ化」だったため、マリウポリはロシア軍にとって重要なイデオロギー的かつ象徴的な標的となった。
マリウポリの副市長によると、包囲前に約10万人の住民が同市を離れた。
ロシア軍に制圧される前のマリウポリは、ウクライナ陸軍、ウクライナ海兵隊、ウクライナ国家親衛隊（主にアゾフ連隊）、ウクライナ領土防衛隊、および非正規部隊によって防衛されていた。

## マリウポリへの進軍

### 予備砲撃と都市への進軍
侵攻が始まった2月24日、ロシア軍の大砲が市内を砲撃し、26人が負傷したと伝えられている。
2月25日朝、ロシア軍は東部のDPR領土からマリウポリに向けて前進した。パブロピル村付近でウクライナ軍と交戦し、ロシア軍の進軍は撃退された。マリウポリ市長のワディム・ボイチェンコは、この小競り合いでロシア戦車22両が破壊されたと述べた。その夜、ロシア海軍は黒海艦隊の提供する能力を活用して、マリウポリの西70キロメートルのアゾフ海の海岸線への水陸両用攻撃を開始したと伝えられている。ウクライナを支援するアメリカ合衆国（米国）の国防当局者は、ロシアがこの橋頭堡から数千人の海兵隊員を配備した可能性があると述べた。
2月26日、ロシア軍はマリウポリへの砲撃を続けた。その後、ギリシャ政府は、マリウポリでのロシアの空爆によりギリシャ系民間人10人（サルタナ村で6人、ブハス村で4人）が死亡したと発表した。
2月27日朝、ボイチェンコ市長は、ロシア軍の戦車縦隊がDPRからマリウポリに進軍したが、この攻撃はウクライナ軍によって撃退され、ロシア兵6名が捕虜になったと述べた。その日遅く、マリウポリで6歳の少女がロシアの砲撃で死亡した。ドネツク州知事パブロ・キリレンコは、マリウポリでの戦闘は2月27日の夜中続いたと述べた。
2月28日を通じて、ロシア軍に包囲され絶え間なく砲撃を受けたにもかかわらず、都市はウクライナの支配下にあった。市内のほとんどの地域で電気、ガス、インターネット接続が夕方に遮断された。その後、ラジオ・フリー・ヨーロッパ/ラジオ・リバティによると、ロシアのアンドレイ・スホベツキー少将はマリウポリ近郊でウクライナ軍の狙撃兵によって殺害されたが、他の情報源は、同少将はキーウ攻勢中に殺害されたと伝えた。

### マリウポリ包囲

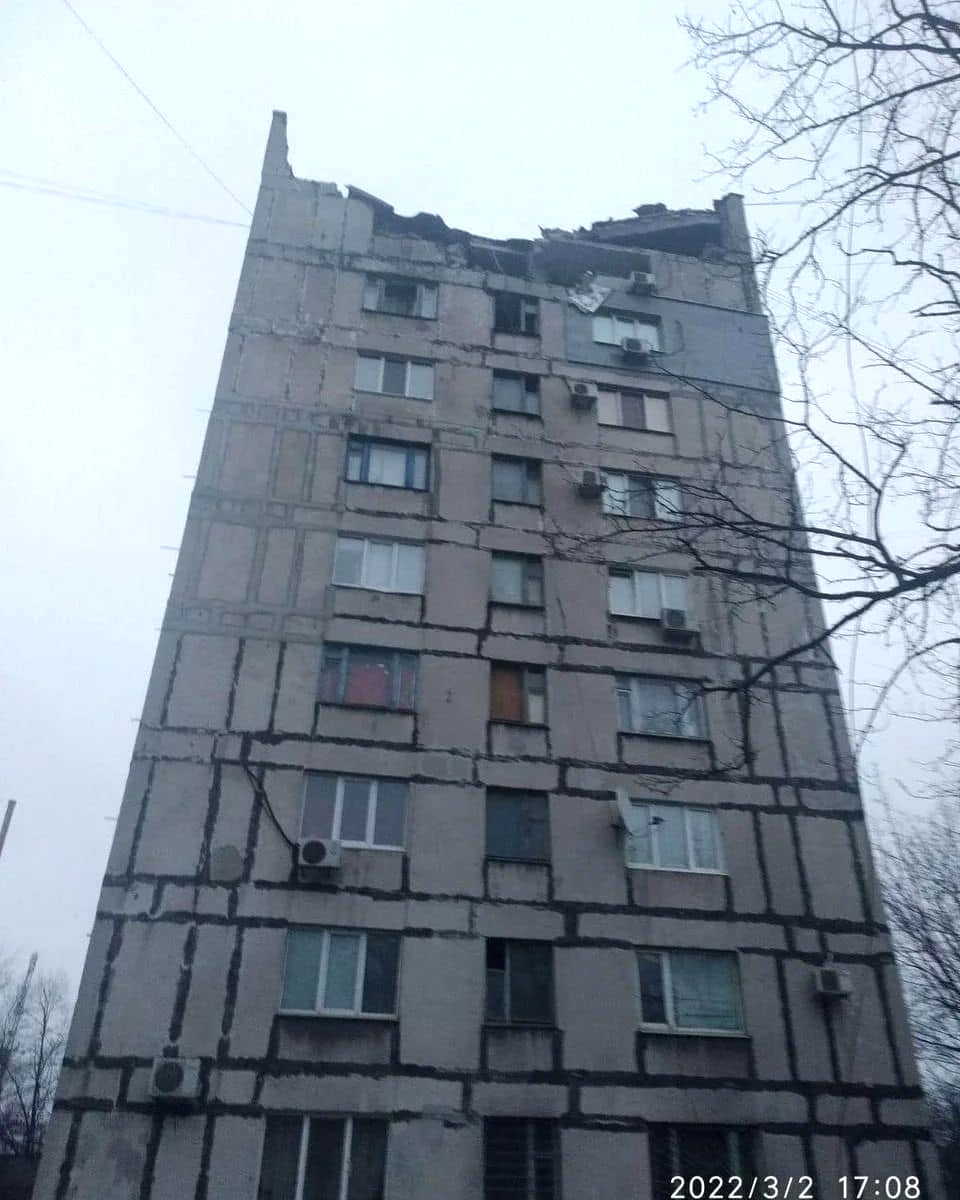
マリウポリの砲撃で被害を受けたアパート（2022年3月2日）

3月1日、DPR指導者のデニス・プシーリンは、DPR軍が近くのヴォルノヴァーハ市をほぼ完全に包囲したとし（ヴォルノヴァーハの戦い）、間もなくマリウポリに対しても同様のことを行うと発表した。その後、ロシアがマリウポリを砲撃し、21名以上の負傷者を出した。
3月2日に市は完全に包囲され、その後、包囲は強化された。ロシアの砲撃により、屋外でサッカーをしていた少年1人が死亡、2人が負傷した（全員2006年生まれ）。ボイチェンコは、市内が断水に見舞われ、多数の死傷者が出ていると発表し、ロシア軍が民間人の脱出を阻止しているとも述べた。

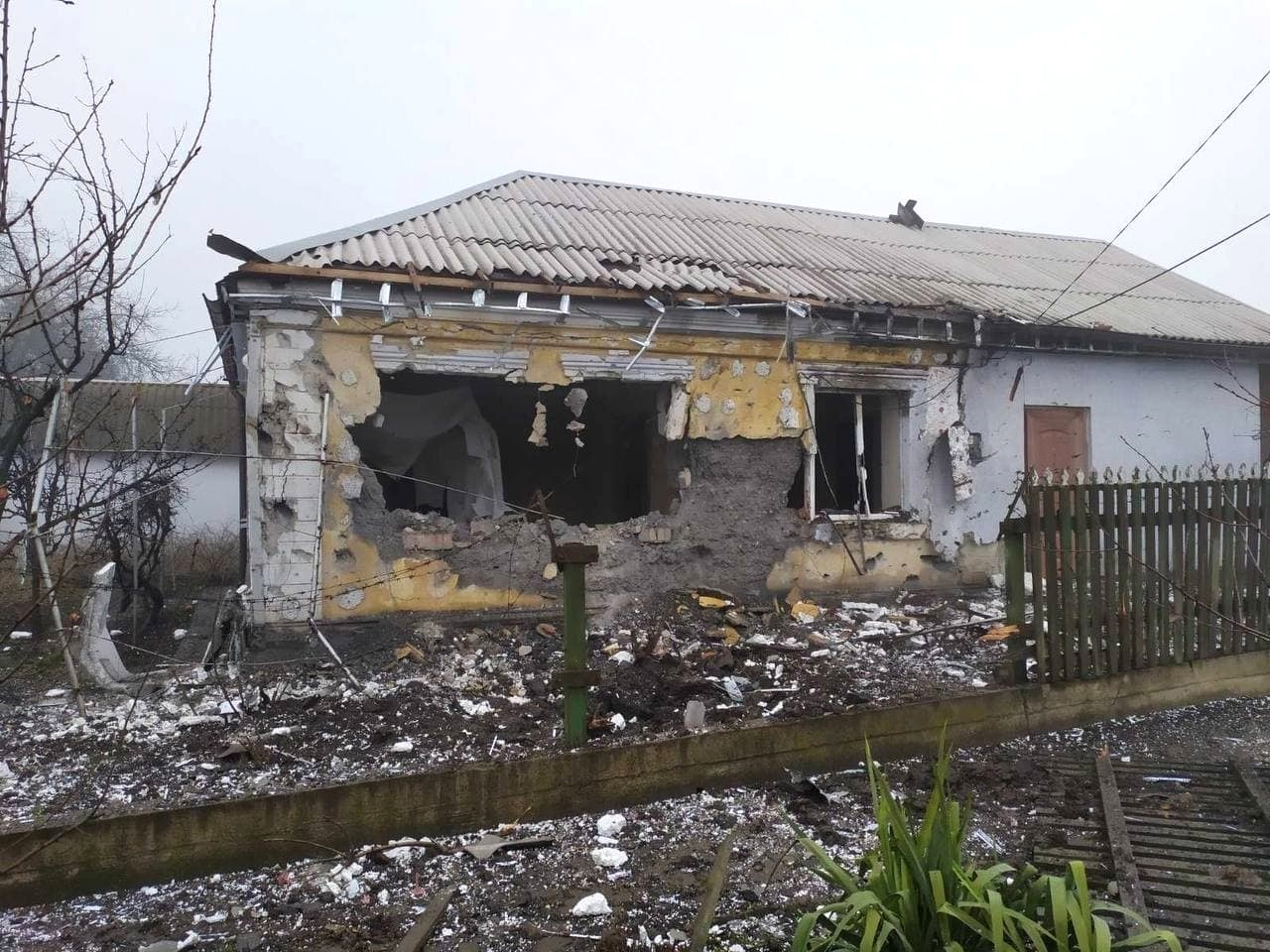
ロシアによるマリウポリ爆撃（2022年3月3日）

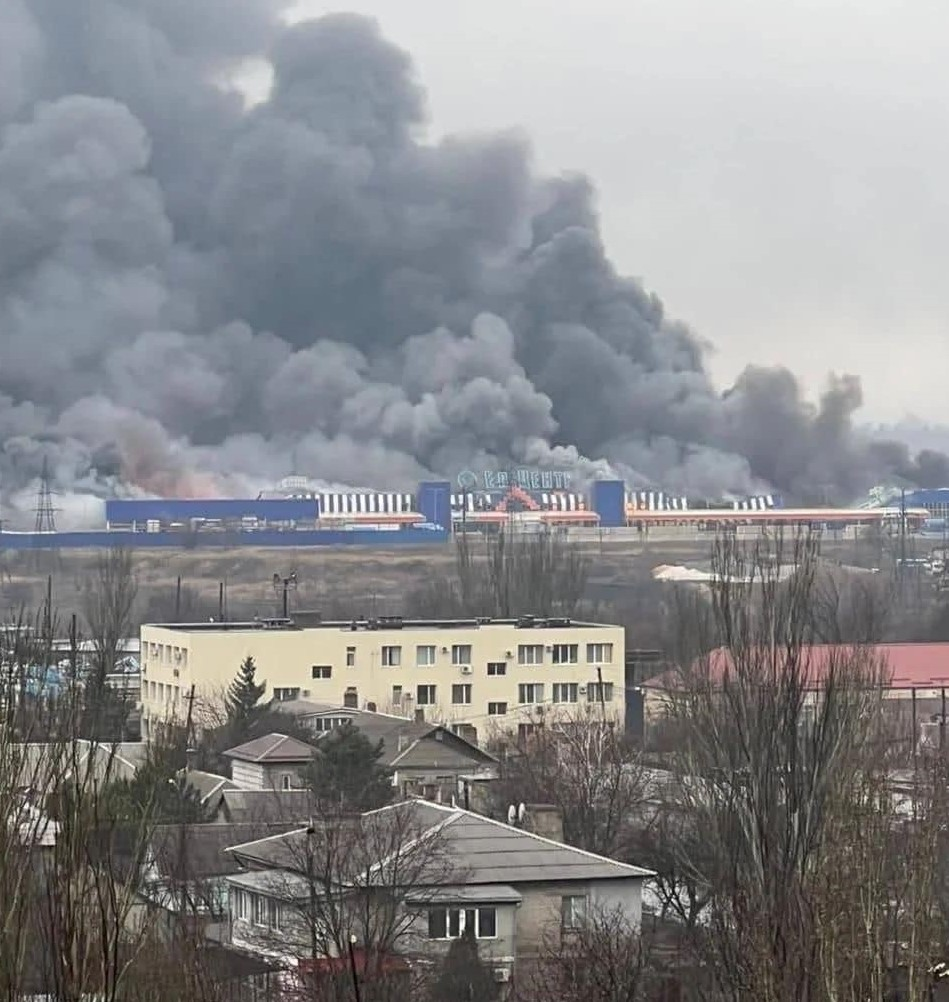
マリウポリでのロシアの大規模爆撃のさなか、多くの建物から煙が立ち上った（2022年3月3日）

3月2日後半、ロシアの大砲はマリウポリの人口密集地域を標的とし、15時間近くにわたって砲撃を行った。その結果、この地域は大規模な被害を受け、セルギー・オルロフ副市長は「少なくとも数百人が死亡した」と報告した。
3月3日の朝、再びロシア軍によるマリウポリ砲撃が行われた。ドネツクの分離主義勢力の司令官エドゥアルド・バスリンは、ウクライナ軍が降伏しない限り、ウクライナの都市マリウポリを標的とした攻撃を行う可能性があると述べた。ロシア国防省のイゴール・コナシェンコフ報道官は、DPR軍が包囲を強化し、近くの3つの集落が占領されたと報告した。
3月4日、ボイチェンコは市内の物資が不足していると述べ、人道避難回廊とウクライナ軍の増援を求めた。また、ロシアのBM-21が市内の病院を砲撃しており、マリウポリの住民は暖房、水道、電気が使えなくなっているとも述べた。その日遅く、住民の避難を行えるようにするためにマリウポリ地域での一時停戦が提案された。
3月5日、ウクライナ政府はマリウポリから20万人の民間人を避難させたいと発表した。赤十字国際委員会（ICRC）は、この避難を可能にするために新たな停戦の保証人となると発表した。赤十字社はマリウポリの状況を「極めて悲惨」であると述べた。3日間の砲撃の後、11時から16時まで停戦が発効すると発表された。民間人はマリウポリから人道回廊に沿ってザポリージャ市へ避難を開始した。民間人が避難回廊に入っても、ロシア軍は市内への砲撃を続けたことで、避難者は引き返さざるを得なくなった。
ウクライナ当局はその後、ロシア軍が停戦を遵守せず、市内への砲撃を続けたと報告した。ロシア当局者は、ウクライナ軍が民間人のロシアへの避難を許可していないと非難した。DPRは、マリウポリから避難した民間人はわずか17人と報告した。
3月6日、赤十字はマリウポリから民間人を避難させる二度目の試みが再び失敗したと発表した。ウクライナ当局者のアントン・ヘラシチェンコは、マリウポリの民間人のための人道回廊への二度目の試みはロシアの砲撃で終わったと述べた。赤十字は、マリウポリで「悲惨な人的被害」があったと報告した。午前遅く、ウクライナ議会のインナ・ソブスン議員は、「ドネツク・マリウポリ間のガスパイプラインがロシアの占領者によって被害を受けた。現在、75万人以上の人々が暖房なしで取り残されているが、外気は依然として0 °Cを下回ることが多い。ほぼ100万人の地元住民が人道的災害に直面し、凍死する危険に晒される。今すぐ#NoFlyZoneが必要だ」とツイートした。この砲撃は、市内で最後に機能していた携帯電話の塔も攻撃した。
3月7日、ICRC業務局長は、人道回廊協定は大筋合意で、実施に必要な正確性が欠けており、ルート、時間、物資の搬入が可能かどうかの合意が必要であると述べた。 ICRCチームは、提案されている回廊道路の一つに地雷が設置されていることを発見しており、ICRCはロシア軍とウクライナ軍の間の交渉を促進していた。
3月8日には民間人の避難が再度試みられたが、ウクライナ政府はロシアが避難回廊を攻撃し、再び停戦違反を犯したと非難した。
3月9日、AP通信は、多数のウクライナ民間人と兵士が市の墓地の一つにある集団墓地に市職員によって埋葬されていると報じた。前日、ロシア軍の砲撃がこの墓地を襲い、埋葬が中断され、壁が損傷した。その後、ロシア兵が建設作業員や避難場所に発砲したとオルロフが報告した後、再度の停戦の試みは失敗した。オルロフは、市の供給不足が非常に深刻で、住民が水を得るために雪を溶かしていると説明した。その日遅く、マリウポリ市議会はロシアの空爆により産科病棟と小児専門病院が破壊されたとの声明を発表した（マリウポリの病院への爆撃）。ウクライナ当局は民間人3人が死亡し、少なくとも17人が負傷したと発表した。

## 都市への進軍

### ロシア軍が都市に進軍

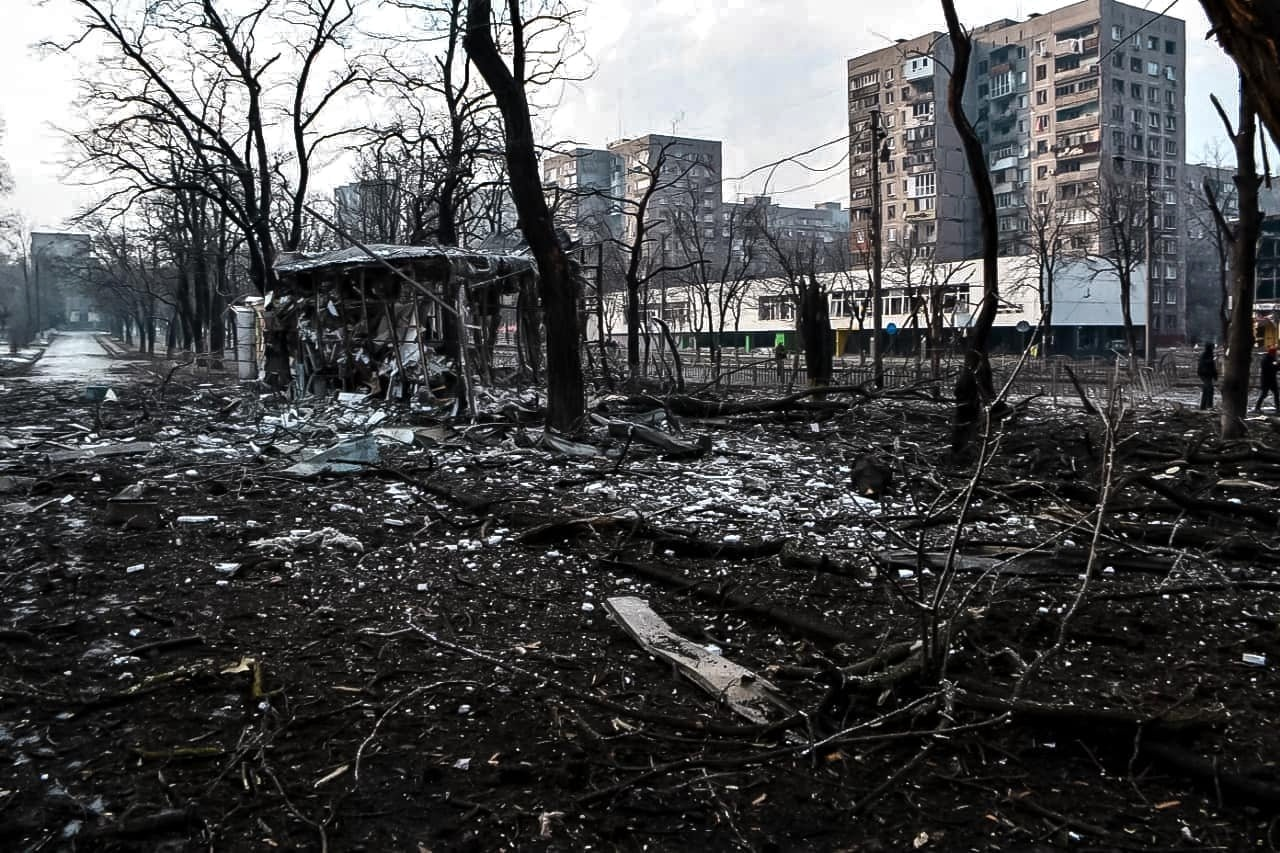
マリウポリの街路（2022年3月12日）

ウクライナ軍は3月12日、ロシア軍がマリウポリ東郊外を占領したと発表した。その後、82人のギリシャ人を乗せた車列が人道回廊を通って市内を離れることができた。
3月13日、ボイチェンコは、ロシア軍が過去24時間に、100発の爆弾を使って少なくとも22回都市を爆撃したと述べ、都市の最後の食料と水の備蓄が枯渇しつつあると付け加えた。ウクライナ内務省は、ウクライナ国家親衛隊が日中に砲撃でロシアの装甲車両数台に損害を与えたと発表した。ウクライナ内務省は、ウクライナ国家警備隊が日中に砲撃でロシアの装甲車両数台に損害を与えたと発表した。地元スルタン・スレイマン・モスクの責任者イスマイル・ハジュオールは、市内のトルコ国民86人がトルコ政府による避難を待っていると述べた。
3月14日現地時間13時に160台以上の車が市内を離れることができ、包囲されてから初の避難が実現した。ロシア国防省は、ロシア軍が郊外を制圧した後、450トンの人道援助物資が市内に運ばれたと発表した。その後、ウクライナ軍当局はロシア兵150人を殺害し、ロシア車両10台を破壊したと発表した。

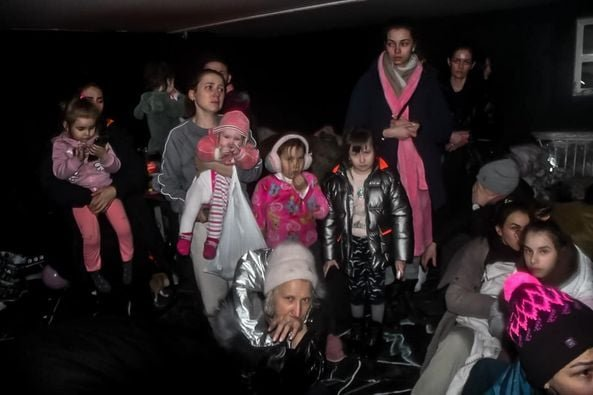
マリウポリの避難民（2022年3月12日）

同日、チェチェンの首長ラムザン・カディロフは、チェチェン兵士が包囲戦に参加しており、一時的にマリウポリに入った後、撤退したと明らかにし、また、親密な同盟者で国家院議員のアダム・デリムハノフがマリウポリのチェチェン軍の司令官だったと述べた。GRUのアレクセイ・グルシチャク大尉の葬儀がチュメニで行われ、おそらく包囲戦の初期段階でマリウポリ近郊で死亡したことが明らかになった。
3月15日、約20,000人の民間人を乗せた約4,000台の車両が市内を離れることができた。
ウクライナ政府高官アントン・ヘラシチェンコは、ロシア軍第150自動車化狙撃師団司令官オレグ・ミチャーエフ少将がロシア軍がマリウポリを襲撃しようとした際に殺害されたと述べた。数百人の民間人が避難していたドネツク地方演劇劇場は、3月16日にロシアの空爆を受けて破壊された。ドネツク州知事のパブロ・キリレンコは後に、ロシア軍はネプチューンのスイミングプールも標的にしていたと述べた。
3月18日、DPR軍はマリウポリ空港をウクライナ軍から占領したと発表した。市長によれば、その後衝突は市中心部にまで及び、3月19日にはロシア軍とウクライナ軍がアゾフスタリ製鉄所で戦闘を開始した。同日、ヴォロディミル・ゼレンスキー大統領は、マリウポリの防衛指導者であるヴォロディミル・バラニュク大佐とデニス・プロコペンコ少佐に、同国最高の軍事賞であるウクライナ英雄の栄誉を授与した。この間、アゾフスタルの病院に死傷者を搬送しようとしていた際、アゾフ連隊第2大隊指揮官ミキタ・ナドチイ少佐がロシアの空爆で負傷した。

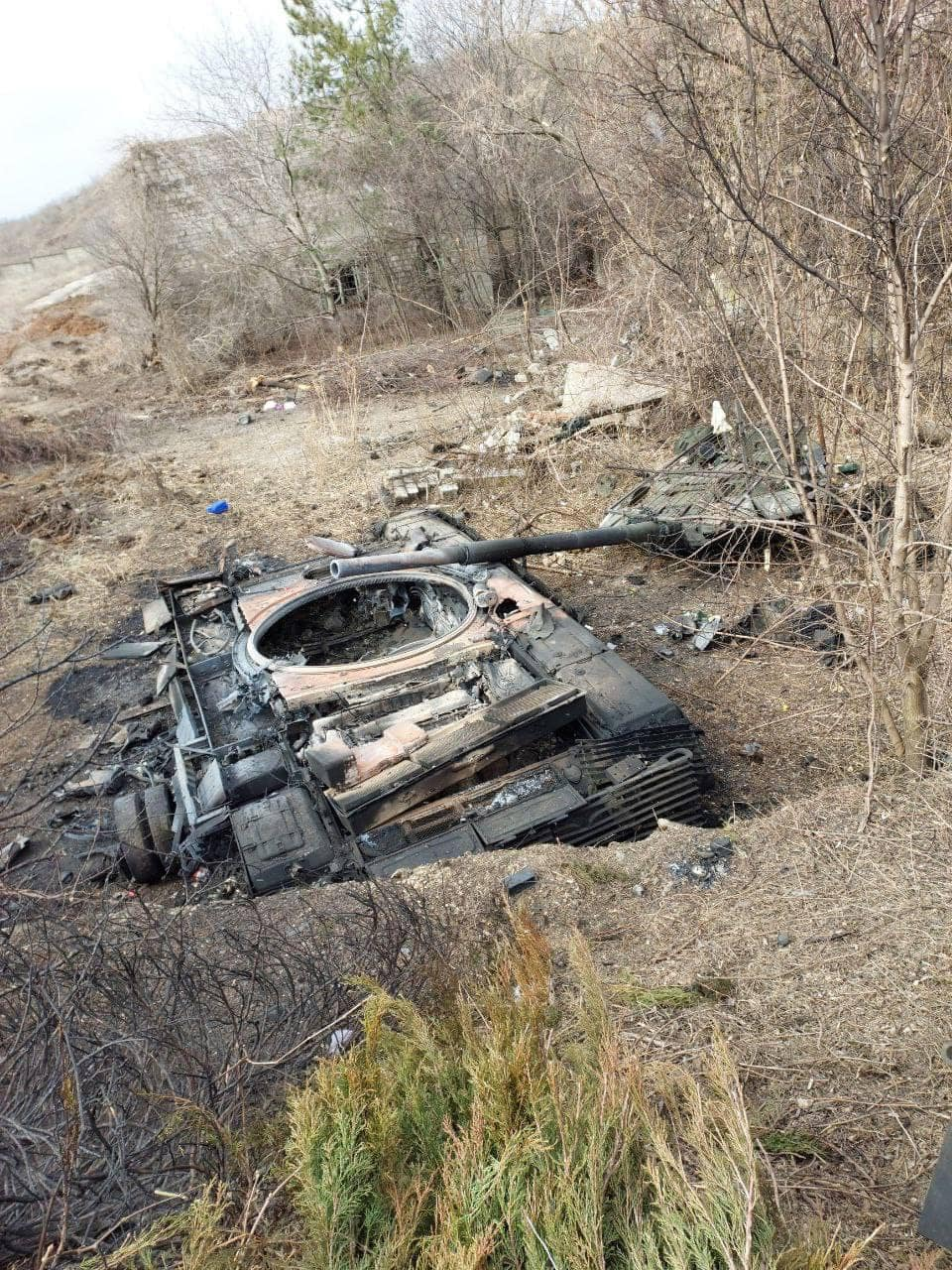
マリウポリでウクライナ軍に破壊されたロシアの戦車

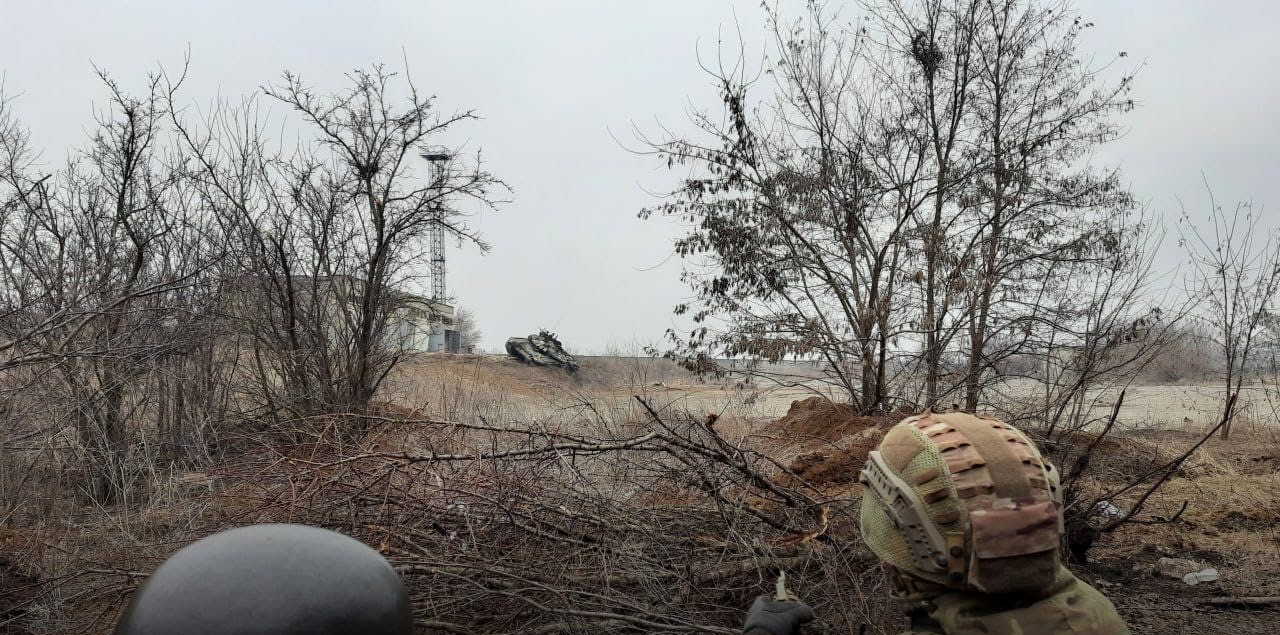
マリウポリでロシアの戦車を攻撃するウクライナ兵

3月20日、マリウポリ市議会は、ロシア軍がここ1週間で「数千人」の人々をロシア国内の収容所や遠方の都市に強制移住させたと主張したが、ロシアは否定した。同日、約400人が避難していた芸術学校の建物がロシアの爆撃で破壊された。死傷者に関する情報はすぐには得られなかった。
ロシア国防省は3月21日までに、激戦が続くウクライナ東部マリウポリからウクライナ軍を撤退させ、降伏するようウクライナに要求したが、最後通牒はウクライナ政府とマリウポリ市長によって拒否された。この時点で、市内のウクライナ大隊指揮官の一人は「10分ごとに爆弾が落ちている」と述べた。

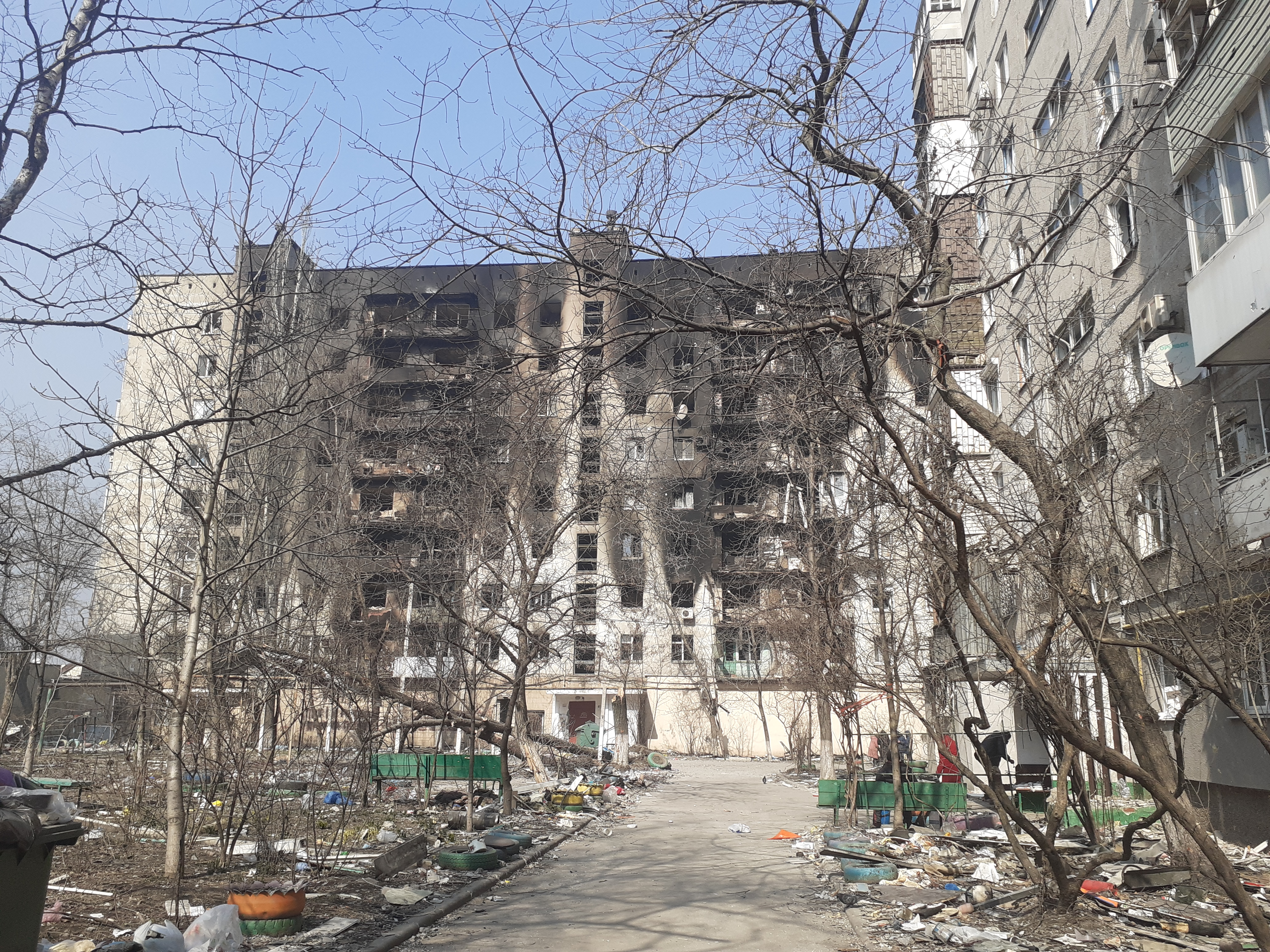
マリウポリの砲撃されたアパート（2022年3月23日）

3月21日、アゾフスタリからの最初のヘリコプター避難が行われ、負傷したNadtochii少佐を含む8～9人の重傷を負った兵士が避難した。2機のウクライナのMi-8ヘリコプターが「空中回廊作戦」の一環としてアゾフスタリに飛来し、特殊部隊チーム、スティンガーとジャベリンミサイルの箱、衛星インターネットシステムを乗せていた。「空中回廊作戦」は4月7日まで続き、同日にヘリコプター1機が撃墜され、続いて最初の撃墜されたヘリの生存者を捜索する救助活動の一環として派遣された2機目のヘリコプターが撃墜された。2機目のヘリコプターに乗っていた特殊部隊員4名とヘリコプターの乗組員が死亡した。ウクライナは、約16機のMi-8を2機または4機で使用した、アゾフスタリ工場への7回の補給や増援任務中に、「空中回廊作戦」の一環として重傷を負った兵士85名を避難させたと主張し、キリーロ・ブダノフ少将によると、16機の内2機が救助ヘリコプターと共に撃墜されたという。対照的に、ウクライナのゼレンスキー大統領は、ウクライナ軍への補給と負傷者の避難のために包囲中にマリウポリに派遣されたヘリコプターパイロットの90パーセントがロシアの防空により失われたと述べた。ロシアによると、3月28日にアゾフ連隊の指導者らを避難させるためマリウポリに向かっていたウクライナのMi-8ヘリコプター1機が撃墜されたという。さらに、ロシアは、自軍部隊が4月5日に再びアゾフの司令官らを避難させようとしていたウクライナ軍のMi-8をさらに2機撃墜したと報告した。タイムズはその後、ウクライナの参加者にインタビューした後、3月21日から5月11日まで、15機のヘリコプターと45人の乗組員が弾薬、装備、医薬品を届け、負傷者を避難させる救出任務を30回近く実施し、6回の飛行が成功し、3機のヘリコプターが撃墜され、1回の墜落で23人が死亡したと報じた。
3月23日、情勢が悪化したため、市長を含む地方当局が市を離れた。翌日、ロシア軍がマリウポリ中心部に進入し、神の母の執り成しの正教会を占拠した。市当局は、ロシア人が、オデッサが占領されたとする発言など、ロシアの勝利の主張を公に叫んで住民の士気を落とそうとしていると主張した。
3月27日、ヴァディム・ボイチェンコは、マリウポリがまだウクライナの支配下にあるが、ロシア軍が市の奥深くまで侵入しているとし、市の住民の「完全な避難」が必要だと述べた。この時点までに、ウクライナ軍の食料ときれいな飲み水は尽きており、あるアナリストは、ウクライナ軍は数日を越えて戦闘を続けることはできないだろうと考えていた。しかし、ウクライナ軍士官らは死傷した兵士や民間人を見捨てることを望まなかったため、市内からの撤退を拒否した。「クラブ8ビット」コンピューター博物館は破壊された。
3月28日、ワディム・ボイチェンコ市長はテレビのインタビューで「今日、私たちは占領者の手に渡っている」と述べ、マリウポリ市長室の報道官は、包囲が始まって以来、市内で「5,000人近く」が殺害されたと発表した。ウクライナ政府は、「2万人から3万人」のマリウポリ住民がロシア軍の管理下にあるロシアの収容所に強制的に送られたと推定している。日中、ロシア軍はカルミウスキー地区北部の行政庁舎とアゾフ連隊の軍事本部を占領した。翌日、ロシア軍が市内のウクライナ軍を2つ、場合によっては3つのポケットに分割した可能性が高いと報告された。
4月2日、ロシア軍はマリウポリ中心部のSBUの建物を占領し、その後この地域での戦闘は報告されなくなった。4月4日、ウクライナの1個大隊が降伏し、2日後にロシア当局はウクライナ海兵隊第503大隊の海兵隊員267名を捕虜にしたと発表した。降伏により、ウクライナ第36独立海兵旅団とアゾフ連隊間のラインは崩れた。4月7日、DPRはマリウポリ中心部からウクライナ軍が排除されたと発表した。 
一方、ロシア軍は4月1日に南西から進撃を開始し、4月7日までにマリウポリ南西部の港の周辺地域を部分的に制圧した。4月4日、ロシア海軍のミサイルがマルタを拠点とするドミニカ船籍の貨物船に命中し、船が炎上した。さらに4月7日、ロシア軍はアゾフスタリ製鉄所に通じる橋を占領した。翌日、ロシア軍はマリウポリ港の南部を占領した。
4月10日、ロシア軍は漁港を占領し、残存するウクライナ軍を南西部のマリウポリ主要港と東部のアゾフスタリ製鉄所の2カ所に孤立させた。翌日、DPR軍はマリウポリの80％を占領したと主張した。現地のウクライナ軍は弾薬が尽きかけていたため、マリウポリはすぐに陥落すると予想しており、戦争研究所のアナリストはマリウポリは1週間以内に陥落するだろうと考えていた。

### 最後の抵抗ポケット
4月11日、ロシアのメディアは、第36独立海兵旅団のウクライナ軍人160名が装備とともに捕らえられたと報じた。
4月11日から12日の夜、バラニュークは第36海兵独立旅団を率いて、北のイリイチ製鉄所のロシアの包囲を突破しようとした。発見された後、彼らは小さなグループに分かれ、そのうちの一部は南東にあるアゾフスタリ製鉄所のアゾフ連隊の戦闘員と合流することに成功した。この包囲突破中に多数のウクライナ軍人が殺害されるか捕虜となった。バラニュクの安否は当初わからなかったが、その後、DPRは、彼らの特殊部隊がウクライナの包囲突破を阻止した後、バラニュクの遺体を特定したと主張した。しかし、5月8日、ロシアメディアのインタビューで、バラニュクは第36旅団のドミトロ・コルミアンコフ参謀長と共に生きた姿が映されていた。彼らは包囲突破の試み中に捕らえられたと報じられた。
同じ頃の4月11日、第36旅団を支援する作戦を行っていた第17独立戦車旅団の戦車兵大隊の16名分遣隊が包囲を突破した。彼らは2台の戦車、高射砲、輸送用の自動車を使用し、脱出後はウクライナの味方陣地に到着するまで175kmを徒歩で進んだ。 部下を安全に導いた功績により、部隊の指揮官オレグ・グルジェヴィッチ中佐はウクライナ英雄の記章を授与された。
4月12日、ウクライナ海兵隊と共に戦っている英国人エイデン・アスリンは、弾薬、食料、その他の物資が尽きたため、彼の部隊が降伏するつもりだと報告した。その後、夕方に。ロシアは、第36独立海兵旅団の海兵隊員1,026名がイリイチ製鉄所で降伏し、その中には士官162名と負傷した戦闘員400名が含まれていると発表した。その後、ロシアはさらに134人のウクライナ軍人を捕らえ、捕虜の総数は1,160人になったと発表した。負傷者とイリイチ製鉄所に残っていた者を含む1,000人近くの海兵隊員が捕らえられたことを認めた。4月13日、ロシア軍はイリイチ製鉄所を確保し、マリウポリのポケットの数を2つに減らした一方、ロシアはマリウポリの商業港を完全に掌握したと発表し、三日後に確認された。アゾフ連隊の司令官プロコペンコは、降伏した軍人を批判する一方、彼の部隊との合流に成功した軍人を称賛した。プロコペンコとウクライナ情報将校イリア・サモイレンコも、バラニュクの行動は協調性を欠いており、ウクライナ軍に与えた多大な損害についてバラニュクを非難した。プロコペンコによれば、バラニュクの包囲突破の試みは他の部隊への警告なしに行われ、攻撃の方向性も事前に合意されていなかっという。一方、サモイレンコはバラニュクを「臆病者」と呼び、彼が「人員、戦車、弾薬」を携えて包囲されたマリウポリ市から逃走することを決めたと語った。
ウクライナの軍事専門家オレグ・ジダノフは、フェオドシヤから派遣されたロシア第810独立親衛海軍歩兵旅団はこの時点までに包囲戦で「2度破壊された」ほどの極めて大きな損失を被っていたと主張した。

## アゾフスタリ製鉄所での抵抗

### アゾフスタリへの撤退

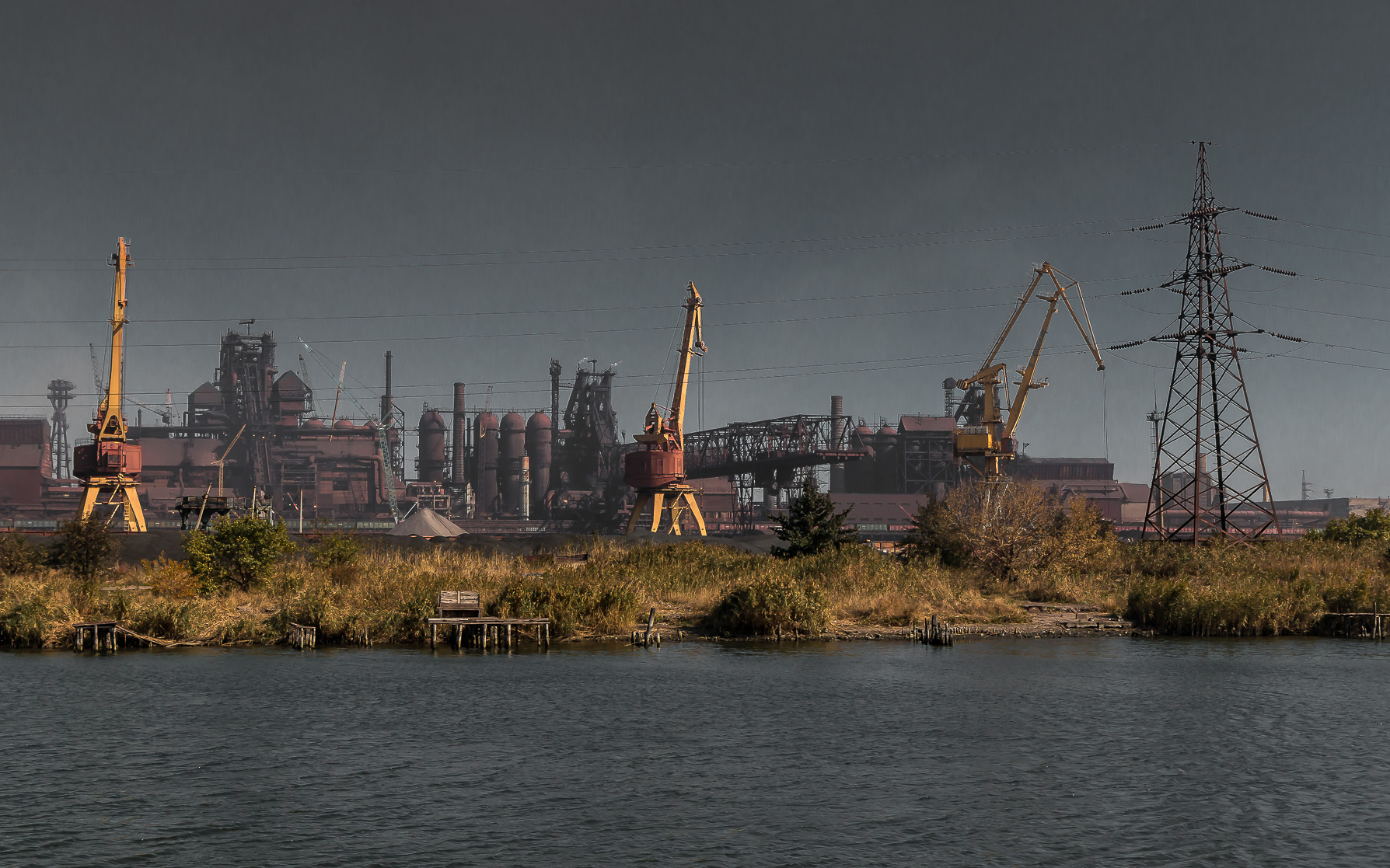
アゾフスタリ製鉄所（2014年）

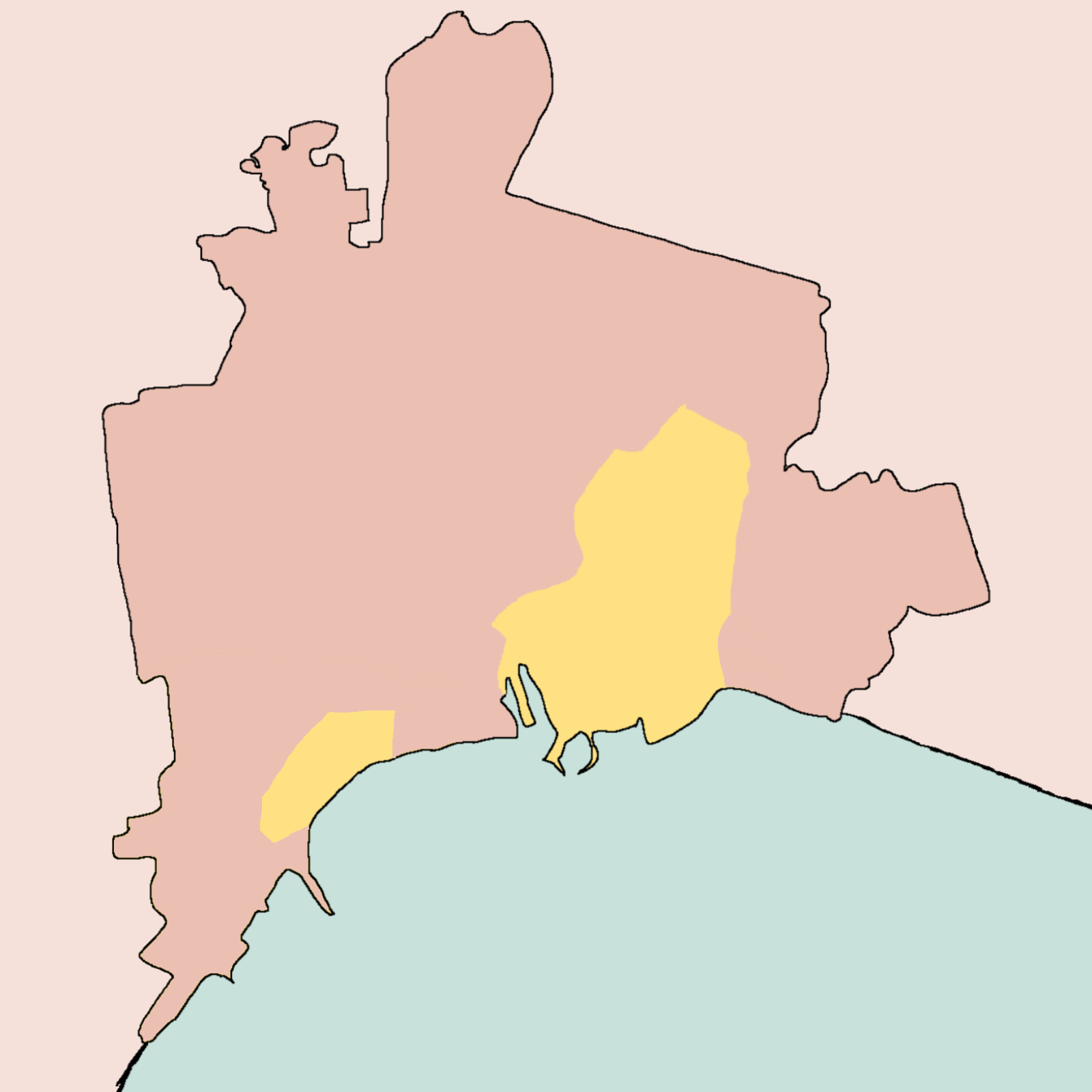
マリウポリの包囲（2022年4月15日）

4月15日、ウクライナ軍司令官は軍の増援が来てマリウポリの「包囲を解く」よう嘆願した。彼は「状況は危機的で戦闘は熾烈」だが、援軍を派遣して包囲を突破することは「可能であり、できるだけ早く行われなければならない」とも述べた。同日、ウクライナ国防省報道官オレクサンドル・モトゥジアニクは、ロシアがマリウポリの標的を攻撃するためにTu-22M3長距離爆撃機の使用を開始したと報告した。残りの抵抗勢力のポケットの一つの中心部のアゾフスタリ製鉄所は、ウクライナ軍の位置の特定が困難な巨大な複合施設であり、作業場は空からの破壊が難しいことから十分に守られており、「都市の中の要塞」と形容された。さらに、この複合施設には、施設全体のクリアリングを困難なものにするであろう地下トンネル網が備わっていた。日中、ロシア軍はマリウポリ西部にあるウクライナ国家親衛隊第12作戦旅団の基地を占領した。
4月16日、DPR軍はマリウポリの海岸近くの警察署を占拠し、ロシア軍が港の船舶交通管制センターを占拠したことが確認された。 港が占領された数日後の4月20日、ウクライナ海兵隊士官は、アゾフスタリ製鉄所の海兵隊とアゾフ軍が、弾薬が尽きつつあったウクライナ国境警備隊と国家警察の隊員約500名の港からの撤退作戦を実施したと主張した。この士官によれば、アゾフスタリのポケットからウクライナ軍が装甲で港へ突破し、包囲された500人の兵士がアゾフスタリ製鉄所に後退する中、援護射撃を行ったという。その後、ロシアはウクライナ軍がアゾフスタリ製鉄所にのみ残っていると主張し、市内のすべての市街地が掃討されたと発表した。しかし、プリモルスキー地区西部のフロツカヤ通り付近では戦闘が続いていると報告されている。
4月18日には、戦闘により市の95％が破壊されたと推定された。ウクライナ兵士は降伏を求めるロシアの最後通告を無視し、最後まで戦うことを決意した。ロシアは戦いを続ける人々を「破壊する」と脅した。ロシアは戦いを続ける人々を「破壊する」と脅した。 軍事専門家は市内にまだ500人から800人のウクライナ兵が抵抗を続けている可能性があると推定しており、一方、ロシア当局はアゾフスタリ製鉄所内で2,500人のウクライナ兵と400人の外国人義勇兵が抵抗を続けていると推定している。

### アゾフスタリ包囲戦
4月20日、ロシア軍とDPR軍はアゾフスタリ製鉄所郊外にわずかに進軍した。同じ日、ウクライナはロシアが300人が避難している病院を爆撃したと非難した。元ドネツク州知事でマリウポリ出身のセルヒイ・タルタは、負傷兵や子供連れの民間人を含む300人が病院に避難していると述べた。4月21日、ロシアのウラジーミル・プーチン大統領はロシア軍に対し、アゾフスタリ製鉄所を襲撃せず、駐留しているウクライナ軍の物資が尽きるまで封鎖するよう命令した。同大統領はまた、「マリウポリ解放に向けた戦闘作業の完了は成功だ」とも報告したが、一方ウクライナ当局者は、ロシアが製鉄所襲撃ではなく封鎖を実施するという選択は、ロシアがマリウポリを物理的に占領する能力が無いことを認めたことを意味すると述べ、プーチン大統領のコメントに反論した。元イギリス統合軍司令官サー・リチャード・バロンズ将軍は、ロシアとクリミアを結んでいる港湾都市とそこを通る道路を誰が支配するかということに「あまり関係ない」と述べた。 バロンズは、「双方に多大な犠牲を払わせることなく」製鉄所に立てこもったウクライナ軍をロシアが「双方に多大な犠牲を払わせることなく」打ち負かすのは、「本当に困難」だったことは明らかだとの見解を示した。 
封鎖命令にもかかわらず、ロシア軍はウクライナ軍陣地の一部から20メートル以内に進軍した。
4月22日、プリモルスキー地区西部はロシア軍によって掃討されたと考えられ、戦闘の報告はなくなり、残ったウクライナ軍はすべてアゾフスタリ製鉄所で包囲された。数百人の民間人も製鉄所に避難していた。ウクライナによれば、4月23日、アゾフスタリ製鉄所への空爆と明らかな地上攻撃が再開された。ウクライナ大統領顧問は「敵はアゾフスタリ地域のマリウポリ守備陣の最後の抵抗を握りつぶそうとしている」と述べたが、これを独自に確認することはできなかった。ウクライナ国家安全保障・国防長官のオレクシー・ダニーロフは、夜にヘリコプターがアゾフスタリに補給を行ったと主張した。同日、ロシアがマリウポリからウクライナ東部の他の戦線に部隊を再配置していると報じられ、ロシアはマリウポリから12部隊を再配置していると伝えられている。翌日もロシア軍はアゾフスタリ製鉄所のウクライナ軍陣地への爆撃を続け、ロシア軍が同施設への新たな攻撃を計画していた可能性があるとの報告があった。一方、ウクライナの弾薬供給は減少し、食料と水は危険なほど不足していた。 ウクライナによれば、4月27日の夜から28日にかけて、これまでで最も大規模な空爆がアゾフスタルに対して行われ、Tu-22M3、Su-25、Su-24といった爆撃機、攻撃機により50回以上の空爆が行われたと伝えられている。ウクライナは、軍の野戦病院が攻撃され、負傷者数は空爆前の170人から爆撃後は600人以上に増加したと主張した。

### 民間人の避難

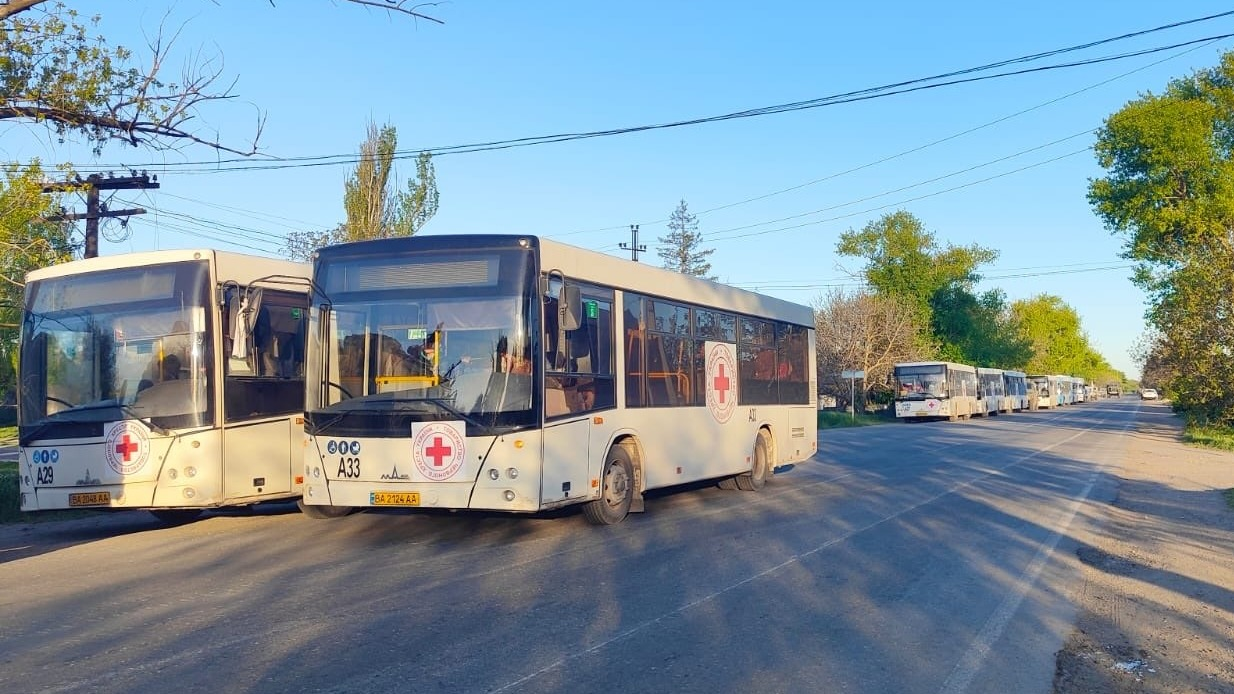
2022年5月8日、ザポリージャへの避難車列の準備をするICRCバス

4月30日、国連と赤十字国際委員会（ICRC）は人道回廊を通した避難を開始した。この回廊は、先週アントニオ・グテーレス国連事務総長がモスクワを訪問し、そこで自ら取引を仲介した後に作られたものである。 4月30日、アゾフスタル製鉄所から民間人20人が退去したが、ロシアメディアは25人だと主張した。残りの1,000人ほどの民間人を解放するための協議が進行中だった。アゾフ連隊隊員の妻のうち少なくとも2人は、ロシア人による捕虜としての扱いや医療品や食糧の不足への懸念を強調し、民間人避難後に取り残されるであろう約2,000人の部隊の同時避難を要求した。
5月2日、約100人の民間人が避難したと報告された。 アメリカ国防総省によると、ロシア航空機はマリウポリで無誘導爆弾を使用しているという。 ロシア陸軍も、おそらくロシアが大規模な攻撃を行っているドンバスの他の場所での陣地を強化するために、都市から撤退していると報告された。アメリカ合衆国国防総省のある当局者は、「マリウポリ周辺でのロシア軍の取り組みの大部分は、今や空爆の領域に入っている」と述べた。5月3日、マリウポリのロシア軍はアゾフスタルへの攻撃を再開し、ロシア軍の製鉄所への攻撃は「困難な血みどろの戦い」と称された。翌日、ロシア人が製鉄所に侵入したと報じられた。ウクライナの政治家デヴィッド・アラハミアは「製鉄所への襲撃の試みは2日目も続いている。ロシア軍はすでにアゾフスタリの敷地内に入っている」と述べた。 5月5日、ロシアが人道回廊を開設したことにより、約300人の民間人の脱出が可能になった。これらの回廊は午前8時から午後6時まで続いた。 ウクライナ軍はロシアの成功は、ロシア軍に地下トンネル網に関する情報を与えた電気技師のせいだとし、「昨日、ロシア人はこの裏切り者から受け取った情報を利用してこれらのトンネルへの襲撃を開始した」と主張した。
5月5日、イギリスの『デイリー・テレグラフ』紙は、ロシアがキーウ政府との連絡を完全に失った残りのウクライナ兵に対する配備火力の破壊を増大させるため、燃料気化爆弾を使用して製鉄工場のバンカーへの爆撃を強化したと報じた。 ウクライナの大統領ウォロディミル・ゼレンスキーは最後の通信で、包囲された製鉄所の司令官に対し、ロシアの攻撃強化の圧力下で必要に応じて降伏することを許可していた。
国連によると、5月6日には合計約500人の民間人が避難した。アゾフ連隊は、民間人の避難支援中に戦闘員1名が死亡、6名が負傷したと報告した。5月7日、ウクライナ政府は、アゾフスタリ製鉄所内にいた残りの女性、子供、高齢者全員が避難したと発表した。

### ウクライナ軍の降伏
5月8日、アゾフスタリにまだ閉じ込められている第36分離海兵旅団のセルヒイ・ヴォリンスキー司令官は、最後の民間人が避難した後、助けを求めた。ヴォリンスキーは、「私たち兵士が命を懸けて戦い、この興味深いエピソードを全世界が見ているという、地獄のようなリアリティ番組に迷い込んだような気分だ」、「痛み、苦しみ、飢え、悲惨、涙、恐怖、死。すべて現実だ」 と語った。ゼレンスキー大統領は「軍の撤退に取り組んでいる」と約束した。
5月9日、ドネツク人民共和国はマリウポリで戦勝記念日のパレードを開催した。共和国指導者デニス・プシーリンもこのイベントに参加した。同日、マリウポリ近郊で、ロシア軍代表と、アゾフスタリからロシアの装甲車両で会合場所に到着したプロコペンコ少佐を含むアゾフスタリのウクライナ軍指揮官らが参加する会議が開催された。 会談中、ウクライナ人の降伏条件が合意された。
5月10日、ウクライナ当局は、1,000人以上のウクライナ軍兵士がアゾフスタール製鉄所内に閉じ込められたままで、うち数百人が負傷したと報告した。
戦争研究所は、5月12日にロシアによる地上攻勢がなかったことを指摘したが、翌日にはロシア軍がM14高速道路を確保した可能性が高いと指摘した。

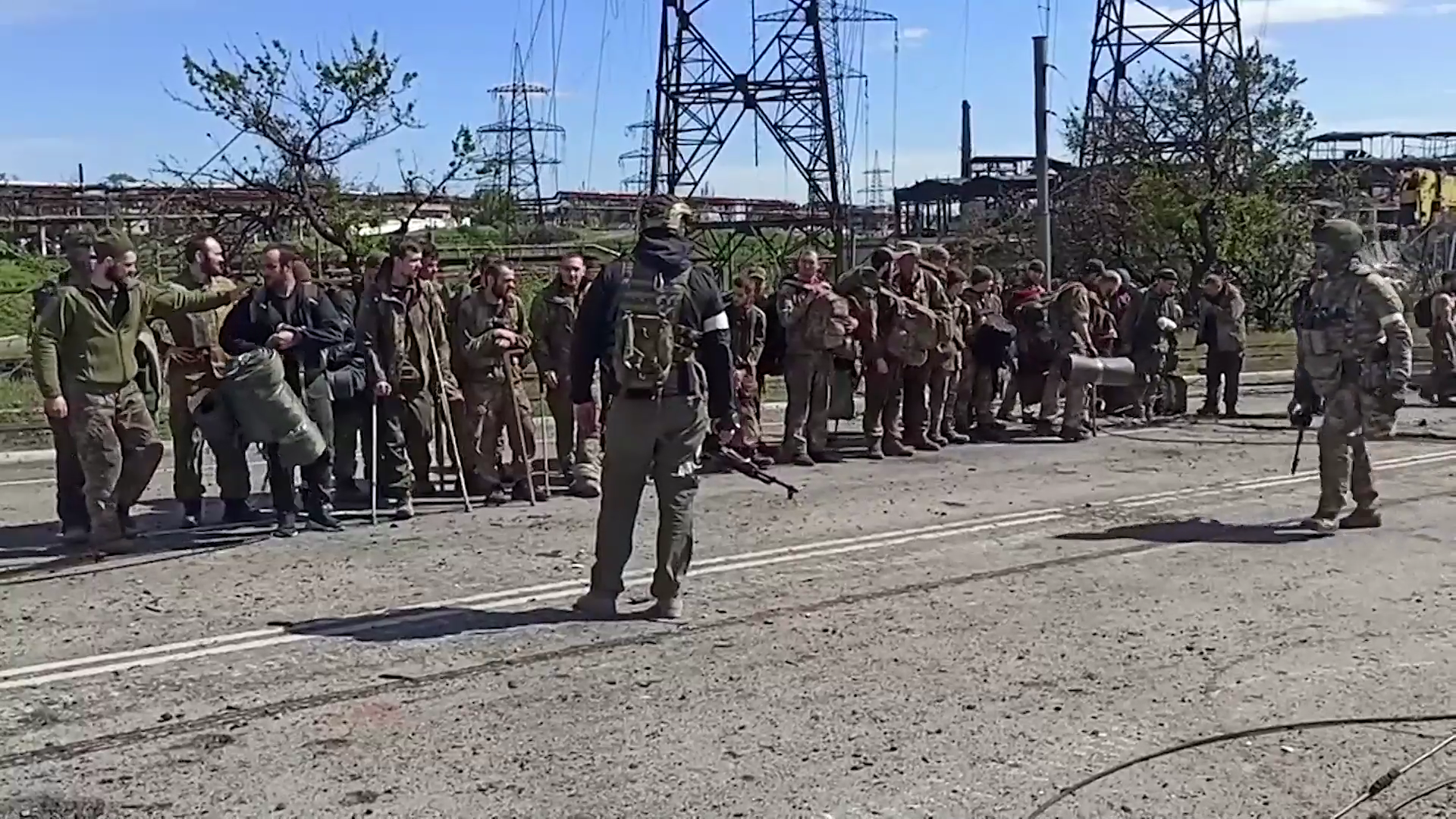
アゾフスタリ陥落後のウクライナ人捕虜とロシア兵（2022年5月）

5月16日、アゾフスタリ近郊に駐留するDPR旅団の司令官アレクサンダー・ホダコフスキーは、白旗を掲げて交渉するために9人の兵士からなるグループが製鉄所から出てきたと述べた。 同じ日、ウクライナ軍参謀本部は、マリウポリ守備隊が「戦闘任務を完了」し、アゾフスタリ製鉄所からの「退去」が開始されたと発表した。 軍は、軍人264人（うち53人が重傷）がバスでロシア軍支配地域に搬送されたと発表した。アゾフ連隊のデニス・プロコペンコ司令官はソーシャルメディアへの投稿で「命を救うため、マリウポリ守備隊全体は最高軍司令部の承認された決定を実行しており、ウクライナ国民の支持を期待している」と述べた。アゾフスタリ製鉄所で負傷したウクライナ人兵士は治療のためDPR支配下の町ノヴォアゾフスクに搬送された。負傷兵の撤退に続き、数日後に残りの守備隊も降伏した。ウクライナのハンナ・マリャル国防副大臣は、「マリウポリの守備隊のおかげで、ウクライナは予備役を結成し、部隊を再編成し、パートナーからの援助を受けるための非常に重要な時間を得た。そして彼らはすべての任務を果たした。しかし、軍事的手段でアゾフスタリの封鎖を解除することは不可能だ」と述べた。
ロシア大統領府のドミトリー・ペスコフ報道官は、プーチン大統領が、降伏した戦闘員らは「国際基準に従って」扱われるだろうと保証したと述べ、一方、ウクライナのゼレンスキー大統領は演説で「兵士たちを帰還させる作業は続いており、この作業には繊細さと時間が必要だ」と述べた。ロシアの一部の有名議員は政府に対し、アゾフ連隊隊員の捕虜交換を拒否するよう求めた。ICRCは双方の要請に応じて降伏した兵士を捕虜として登録し、彼らの家族と連絡を取るための情報を収集した。
5月18日、ロシアの大砲と航空機が再びアゾフスタリに残っている守備隊を爆撃した。ドネツク人民共和国指導部は、現地の高位のウクライナ軍指揮官はまだ降伏していないと主張した。ロシアの情報筋によると、最後の守備隊は5月20日に降伏し、その中にはプロコペンコ中佐、ヴォリンスキー少佐、アゾフ連隊副司令官スヴャトスラフ・パラマル大尉も含まれていた。ロシア国防省は、5月16日から20日までにアゾフスタリで合計2,439人の捕虜が捕らえられ、製鉄所は現在ロシア軍とDPR軍の管理下にあると主張した。

## ロシアの占領政策
マリウポリのヴァディム・ボイチェンコ市長は2022年4月15日、『読売新聞』のオンライン取材に対し、4万人がロシア軍により連行されたほか、ウクライナ側による市民への支援物資をロシアが奪い自らの「人道支援」と称して配っていると主張している。
ロシア軍の攻撃により市街やインフラは破壊され、放置された遺体や上水道の破損によりコレラや赤痢が発生している。
ロシア側は配給を受け取る住民にロシア連邦国歌を歌わせていたと、マリウポリを脱出した難民が証言している。
6月1日付の『ガーディアン』の報道によると、マリウポリ市長の顧問ペトロ・アンドリューシェンコは2ヶ月の戦闘で22,000人が死亡したと推定している。しかし、匿名を条件に取材に応じた市内のいくつかの埋葬業者の1人は50,000人に近いと見ているという。
マリウポリを支配下に置いているドネツク当局は仮埋葬された遺体を回収中で、遺体の状態が許す場合や遺体からIDが見つかった場合は検査や登録を行っているとしている。市内で唯一、現在も運営され、国有化されている葬儀場リチュアルの代表は、2週間引き取りの申し出がない遺体・身元不明となった遺体は番号が記された集団墓地に埋葬されるとテレグラムに投稿している。マリウポリで家族を失った人々はテレグラムグループで情報交換をしており、グループでは1,200人を超える死者のリストを作成して、死亡の経緯・仮埋葬の場所、死因などの情報をまとめている。絶え間ない爆撃のため、仮埋葬すらかなわなかった遺体も多く、アパートのドアにペンキで死者の名前と死亡日を殴り書きされていたり、毛布に包んだ状態で取り残されたものも存在する。民間人たちの死因は、爆撃や火事の消火中の死亡、凍死、射殺、餓死、病死（持病の薬の不足と治療を受けられなかったこと、心臓発作、新型コロナウイルス感染症、脳卒中）であるという。
2022年12月22日、AP通信は、ロシアのウクライナ侵略で壊滅状態になった南部マリウポリ周辺で3月から12月にかけて、少なくとも1万300基の墓が新たに作られたとの分析結果を報じた。衛星やドローンの画像などを活用して調べてみると、ロシア軍が重機を使って地面が掘り返された場所も明らかになった。
2022年12月23日、英国放送協会（BBC）は、ロシア軍当局がマリウポリで、3月に露軍の空爆を受けて廃虚となっていた劇場を取り壊し始めたと報じた。この劇場はマリウポリ市の中心的な存在であり、空爆当時はマリウポリの子供を含む住民1000人以上が避難していた。マリウポリ市幹部は「占領当局が数百人もの民間人の殺害を隠そうとしている」と非難している。
2023年3月中旬にはロシアのプーチン大統領がマリウポリを電撃訪問。2022年の戦争開始以来、新たに占領下に置いた地域の訪問はこれが初であり、実効支配を強調する狙いがあるとされた。

## ドキュメンタリー映画
AP通信取材班による記録撮影に基づいたドキュメンタリー映画『マリウポリの20日間』（20 Days in Mariupol ）が制作され、2024年4月から日本でも公開された。